# Christina Stendahl
Christina Stendahl, född 7 augusti 1943 i Stockholm, är en svensk journalist. 
Stendahl, som är dotter till läkaren Hans Stendahl och Ammy Urban, uppnådde normalskolekompetens,  studerade vid Poppius journalistskola 1963–1964 samt bedrev språk- och journaliststudier vid Harvard University i Cambridge, Massachusetts, och New School i New York. Hon var anställd på Åhlén & Åkerlunds förlag 1965–1984 samt chefredaktör och ansvarig utgivare för tidskriften Kvinna Nu 1984–1996. Hon tilldelades tillsammans med sin sambo, fotografen Lennart Edling, Trevipriset 1991.